# Lasaeidae
Lasaeidae är en familj av musslor. Enligt Catalogue of Life ingår Lasaeidae i överfamiljen Galeommatoidea, ordningen Veneroida, klassen musslor, fylumet blötdjur och riket djur, men enligt Dyntaxa är tillhörigheten istället ordningen Heterodonta, klassen musslor, fylumet blötdjur och riket djur. Enligt Catalogue of Life omfattar familjen Lasaeidae 96 arter.
Familjen Lasaeidae indelas i:
- Aligena
- Arthritica
- Boreacola
- Bornia
- Borniola
- Cymatioa
- Decipula
- Entovalva
- Erycina
- Isorobitella
- Kellia
- Lasaea
- Lepton
- Mancikellia
- Melliteryx
- Montacuta
- Myllita
- Myllitella
- Mysella
- Neaeromya
- Orobitella
- Parabornia
- Pristes
- Pseudopythina
- Pythinella
- Rhamphidonta
- Rochefortia
- Semierycina
- Tellimya
- Tomburchus

## Bildgalleri

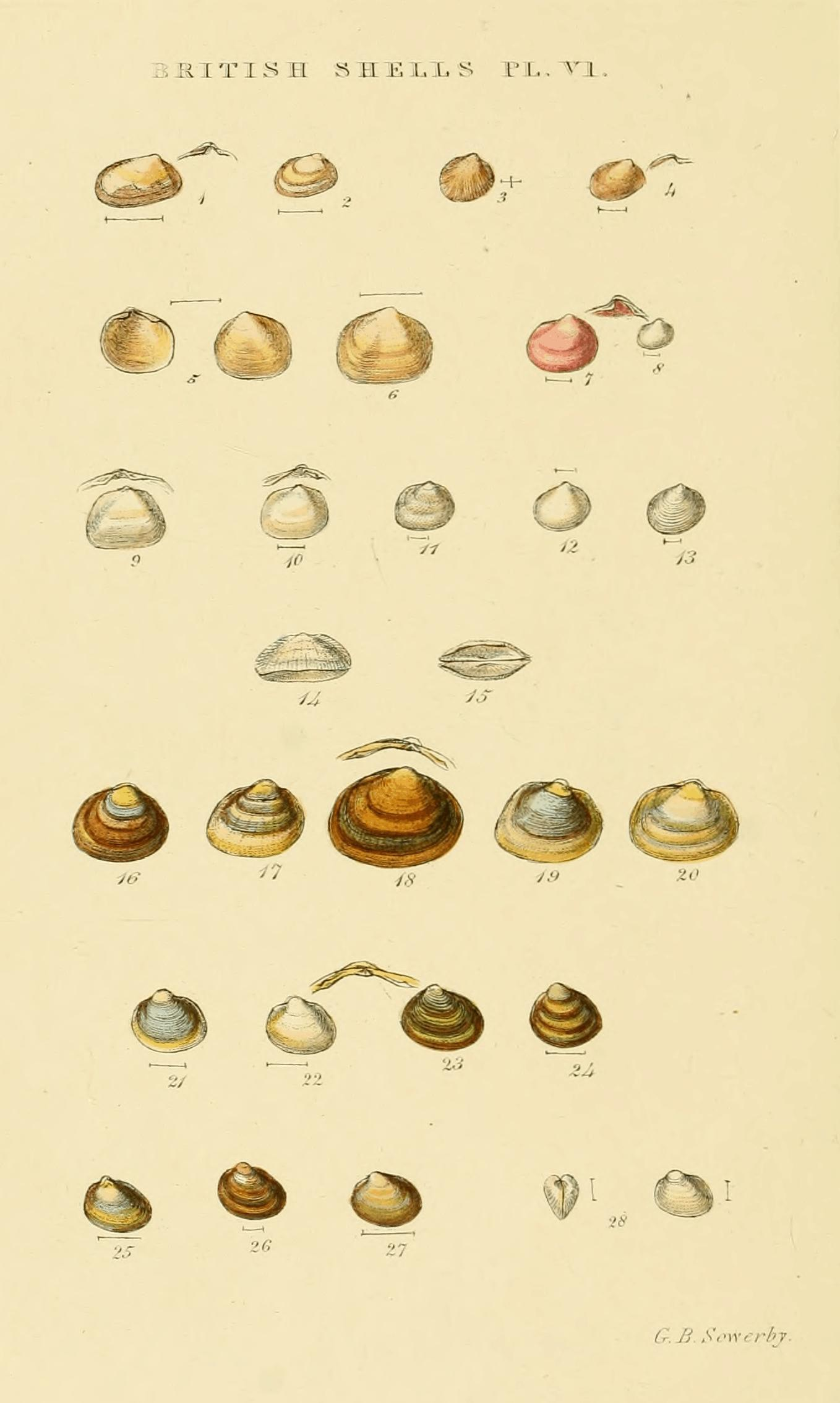
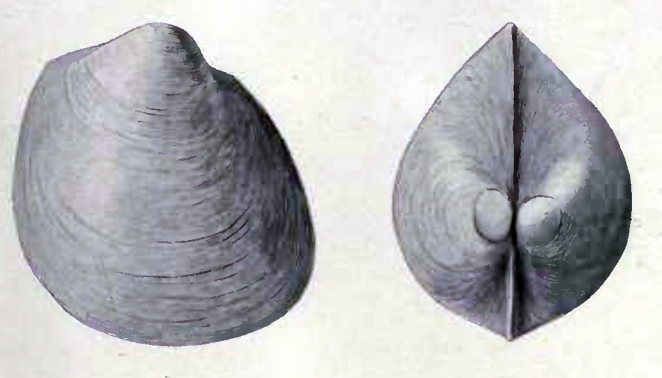
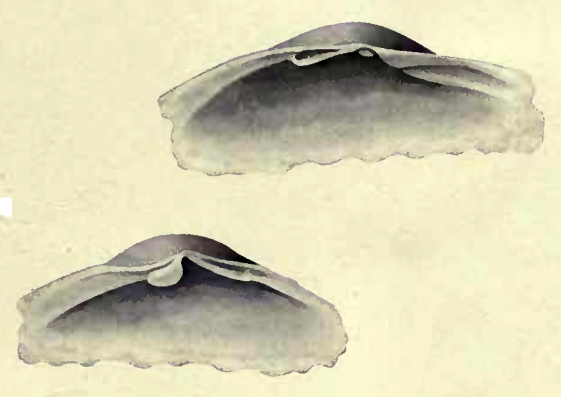
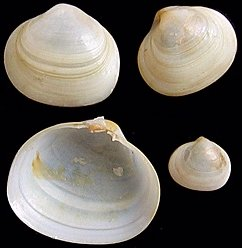
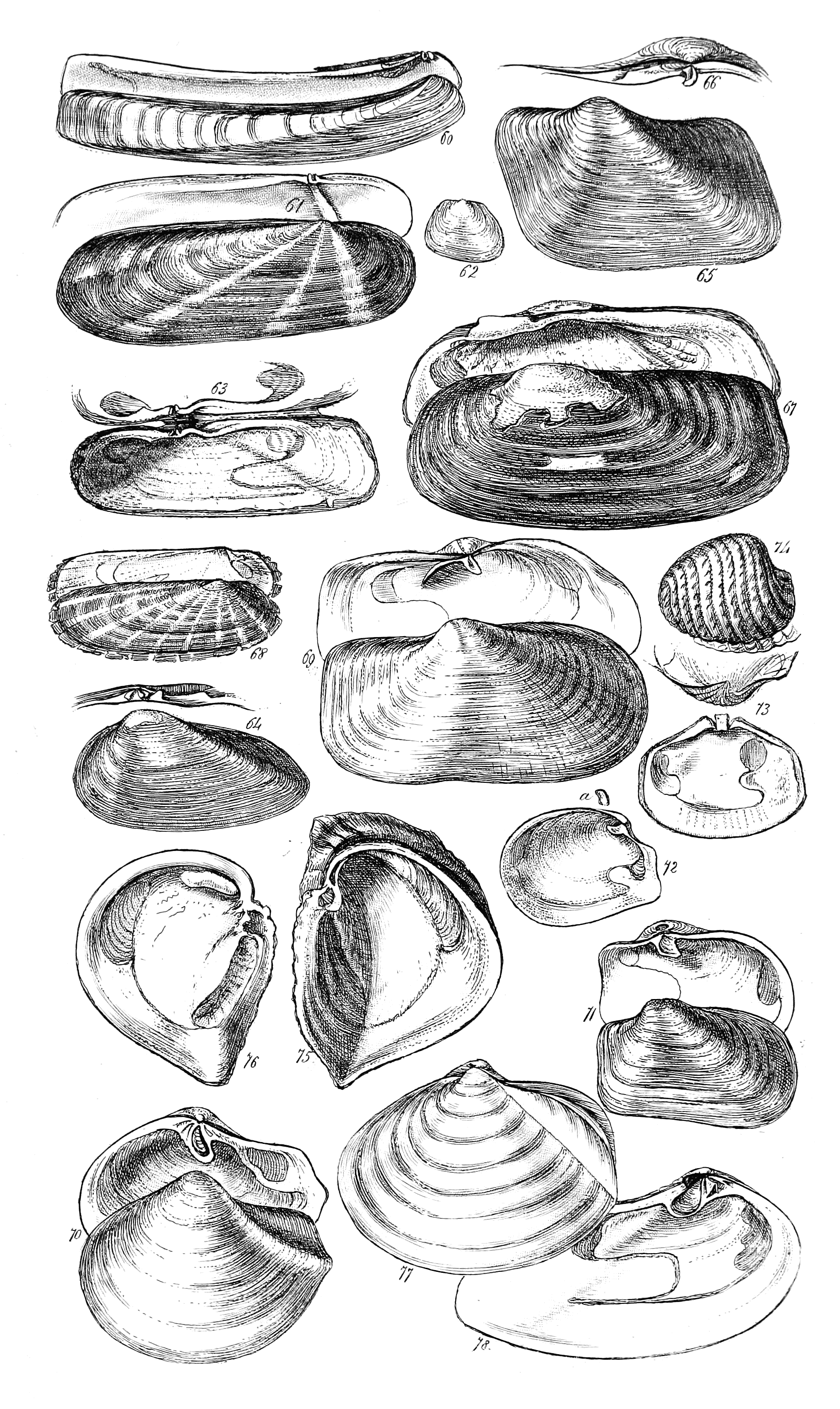